# Nadia Bonfini
Nadia Bonfini (ur. 28 stycznia 1965 w Tarvisio) – włoska narciarka alpejska.

## Kariera
Po raz pierwszy na arenie międzynarodowej pojawiła się w 1983 roku, startując na mistrzostwach świata juniorów w Sestriere. Zajęła tam piąte miejsce w slalomie i piętnaste miejsce w gigancie. W 1985 roku zdobyła złoty medal w slalomie podczas uniwersjady w Belluno, wyprzedając dwie Polki: Dorotę Tlałkę i Małgorzatę Tlałkę.
W zawodach Pucharu Świata pierwsze punkty zdobyła 8 grudnia 1985 roku w Sestriere, gdzie zajęła 13. miejsce w slalomie. Na podium zawodów PŚ pierwszy raz stanęła 15 grudnia 1985 roku w Savognin, kończąc slalom na trzeciej pozycji. W zawodach tych wyprzedziły ją jedynie dwie Szwajcarki: Erika Hess i Brigitte Gadient. W kolejnych startach jeszcze jeden raz znalazła się w najlepszej trójce: 9 lutego 1986 roku w Wysokich Tatrach, gdzie była druga w slalomie. W sezonie 1985/1986 zajęła 40. miejsce w klasyfikacji generalnej, a w klasyfikacji slalomu była trzynasta.
Wystartowała w slalomie gigancie i w slalomie na igrzyskach olimpijskich w Calgary w 1988 r., ale nie ukończyła obu konkurencji.

## Osiągnięcia

### Igrzyska olimpijskie
| Miejsce | Dzień     | Rok  | Miejscowość | Konkurencja | Czas biegu | Strata | Zwyciężczyni    |
| ------- | --------- | ---- | ----------- | ----------- | ---------- | ------ | --------------- |
| DNF1    | 24 lutego | 1988 | Calgary     | Gigant      | 2:06,49    | -      | Vreni Schneider |
| DNF2    | 26 lutego | 1988 | Calgary     | Slalom      | 1:36,69    | -      | Vreni Schneider |

### Mistrzostwa świata juniorów
| Miejsce | Dzień   | Rok  | Miejscowość | Konkurencja | Czas biegu | Strata | Zwyciężczyni    |
| ------- | ------- | ---- | ----------- | ----------- | ---------- | ------ | --------------- |
| 15.     | 4 marca | 1983 | Sestriere   | Gigant      | 2:16,79    | +5,23  | Michaela Gerg   |
| 5.      | 5 marca | 1983 | Sestriere   | Slalom      | 1:38,46    | +2,16  | Fulvia Stevenin |

### Puchar Świata

#### Miejsca w klasyfikacji generalnej
- sezon 1985/1986: 40.
- sezon 1986/1987: 54.

#### Miejsca na podium
1. Savognin – 15 grudnia 1985 (slalom) – 3. miejsce
2. Vysoké Tatry – 9 lutego 1986 (slalom) – 2. miejsce